# 中川千代治
中川 千代治（なかがわ ちよじ、1905年（明治38年）11月6日 - 1972年（昭和47年）2月25日）は、日本の政治家。愛媛県宇和島市長を務めた。
また、太平洋戦争でビルマの戦いに従軍した体験から平和運動に身を投じ、1954年にニューヨークの国際連合本部ビルに世界の硬貨を鋳込んだ「平和の鐘」を寄贈した事績でも知られる。

## 来歴

### 太平洋戦争前
愛媛県八幡浜町の魚本家に生まれる。1924年、19歳の時に宇和島市の中川家の養子となる。
1928年に早稲田大学政治経済学部を卒業した。
1930年に伊予銀行に就職し、1934年には吉田支店長となる。1937年に日中戦争に出征した。
1938年に明治製菓三津浜工場長に就任するとともに、愛媛県缶詰工業理事長ともなる。1939年には日本食料統制組合理事長に就任した。

### 太平洋戦争従軍と復員後
1941年の太平洋戦争開戦後はビルマ戦線に少尉として従軍するが、翌年に所属部隊が全滅し、自身も銃撃を受け死線を彷徨った。
復員後の1950年に日本国際連合協会の評議員・理事となる。この年、戦争中の金属供出で梵鐘を失っていた宇和島市の泰平寺に、世界26か国の硬貨と自身の軍刀を鋳込んで製造した鐘を奉納する。翌年、パリで開催された第6回国際連合総会にオブザーバーとして出席し、国連本部に「平和の鐘」を贈呈することを申し出る。日本国際連合協会は、1954年に「平和の鐘」を国連本部に寄贈したが、中川自身は贈呈式には出席できなかった。
1959年に宇和島市長に当選し、2期務めたあと1967年の選挙で元衆議院議員の山本友一に敗れるも、1971年の市長選で山本を破って返り咲いた。しかし、翌1972年に肝臓癌のため死去。
この間、1963年には全国市長会理事に就任している。1971年には市制50周年を記念して「世界絶対平和都市宣言」を発表した。
一方、平和運動の面では、1961年にスイスのジュネーブで開かれた「国連協会世界連盟」総会に日本代表として出席するとともに、ニューヨークの国連本部における「平和の鐘」記念式典に参列した。式典は、事務総長のダグ・ハマーショルドが事故で急逝したことを受け、入魂式のみとなった。また、同年には米ソの首脳（ジョン・F・ケネディ、ニキータ・フルシチョフ）に対して、「少しの思いやりと笑顔で世界の平和が保たれる」とのメッセージを添えた「平和の鐘」の姉妹鐘を大使館を通して贈呈した。
1970年の日本万国博覧会に「平和の鐘」を展示させるべく、前年に国連事務総長ウ・タントに申し入れをおこない、了承を得た。万博での展示中に代理となる「留守番鐘」を鋳造して国連本部に展示し、博覧会終了後はこの「留守番鐘」が万博記念公園に展示されている。また、ウ・タントと世界152か国の首脳に、重さ1kgのレプリカを寄贈した。

## 栄典
- 藍綬褒章（1969年）
- 正六位勲五等双光旭日章（1972年、没後）